# Actinopus cornelli
Espèce
Actinopus cornelli est une espèce d'araignées mygalomorphes de la famille des Actinopodidae.

## Distribution
Cette espèce est endémique du Rio Grande do Sul au Brésil,. Elle se rencontre vers Viamão.

## Description
Le mâle holotype mesure 13,5 mm.

## Étymologie
Cette espèce est nommée en l'honneur de Chris Cornell.

## Publication originale
- Miglio, Pérez-Miles & Bonaldo, 2020 : « Taxonomic revision of the spider genus Actinopus Perty, 1833 (Araneae, Mygalomorphae, Actinopodidae). » Megataxa, vol. 2, no 1, p. 1-256.